# Nemoc

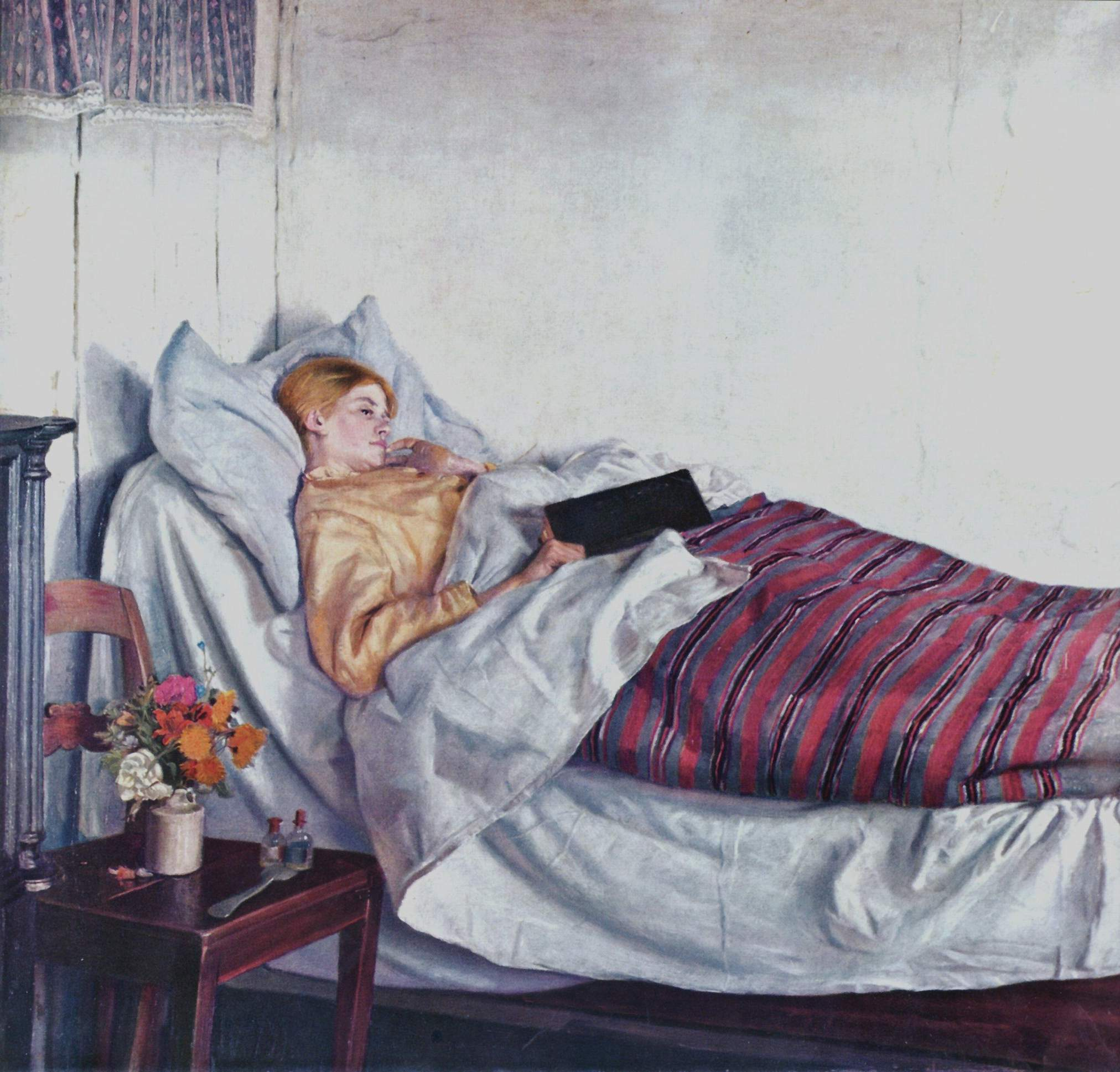
Nemocná Dívka, malba Michaela Anchera.

Nemoc neboli choroba či onemocnění je patologický stav těla nebo mysli, který je projevem změny funkcí buněk a v důsledku i morfologickým poškozením těchto buněk, tkání a orgánů. Podle normativní definice zdraví a nemoci je nemocí pouze takový stav, který nemocnému jedinci způsobuje subjektivní potíže, tato definice ale z lékařského hlediska nepokrývá všechny nemoci – příkladem je vysoký krevní tlak nebo některá nádorová onemocnění. Tato definice je tedy vhodná jen pro rozvinutá stadia nemoci.
Funkcionalistická definice zdraví a nemoci definuje některé funkce organismu jako správné a jiné už jako patologické, bez ohledu na to, jestli ty patologické způsobují nějaké subjektivní potíže. Problémem tohoto přístupu je ale stanovení „normálnosti“ funkcí, protože u většiny nemocí je přesun od fyziologických hodnot k patologickým plynulý.
Termín onemocnění je někdy používáno jako synonymum nemoci, jindy pro označení počátku nemoci nebo pro zdůraznění toho, že stav není konstituční, trvalou vlastností organismu.
Infekční neboli nakažlivá nemoc je infekční onemocnění, jehož původce je schopný přenosu z organismu na organismus (např. chřipka, mor).

## Obory zabývající se nemocemi
Studiem nemocí, metod a vědomostí o nemocech a jejich léčbě se zabývá lékařství, nemocemi postihující zvířata pak veterinární lékařství, u nemocí rostlin pak rostlinolékařství.
Podobory medicíny, které se zaměřují na zkoumání nemoci:
- Patologie
  - Patologická morfologie
  - Patologická fyziologie
- Nozologie (nosologie, nauka o nemocech) spočívá především v systematické klasifikaci nemocí.
- Etiologie zkoumá příčiny nemoci

## Nozologická jednotka
Nozologická jednotka je termín, který zobecňuje určitou patologickou situaci v organismu jako stav, který je svou patogenezí, etiologií, projevem a výskytem vyhraněn oproti jiným nozologickým jednotkám. V praxi se dá definovat jenom tehdy, je-li daná nemoc způsobena jedinou velkou příčinou (infekce); při multifaktoriálních nemocích jsou pouhým zjednodušením situace.

## Příznaky nemoci, syndrom
Příznak nemoci, tedy symptom, je klinický projev nemoci. Soubor těsně spjatých, společně se vyskytujících symptomů se pak označují jako syndrom.
Toto rozlišování nicméně je historicky problematické, protože pojem nemoci existoval podstatně dříve než medicínské znalosti dnešního typu. Existuje mnoho stavů, které se stále označují jako „syndromy“. A naopak, mnoho stavů s neznámou etiologií je označováno jako „nemoci“ v mnoha kontextech.

## Klinická stadia nemoci
- latentní: nemoc se klinicky nijak neprojevuje
- prodromální stadium, časná patogeneze: objevují se první, nespecifické příznaky
- manifestní stadium, rozvinutá patogeneze: jsou přítomné specifické i nespecifické příznaky nemoci
- rekonvalescence
- východisko nemoci
  - úplné uzdravení
  - neúplné uzdravení
  - přechod do chronicity
  - smrt

## Klasifikace nemocí a zdravotních problémů
Přesnou klasifikaci nemocí komplikuje fakt, že etiologicky různé nemoci mohou způsobovat stejné nebo téměř stejné potíže (či vůbec projevy), a naopak že tatáž nemoc (etiologická příčina) se může v konkrétních případech projevovat různými způsoby a působit různé potíže. Mezinárodní zdravotnická organizace (WHO) se snaží tento pohled zohlednit tím, že kromě Mezinárodní statistická klasifikace nemocí a souvisejících zdravotních problémů (MKN, anglicky ICD, The International Statistical Classification of Diseases and Related Health Problems) v roce 2001 vydala i novou klasifikaci ICF (obtížně přeložitelný název The International Classification of Functioning, Disability and Health v češtině bývá uváděn jako Mezinárodní klasifikace funkčních schopností, disability a zdraví, Mezinárodní klasifikace funkční zdatnosti atd.) Ta se však zaměřuje především na tělesné problémy spadající do oblasti fyzioterapie. Psychiatrie v analýze spíše stagnuje. Třetí, navazující klasifikace se týká léčebných a adaptačních intervencí (International Classification of Health Interventions, ICHI)
Mezinárodní klasifikace nemocí od roku 1900, kdy poprvé vyšla, byla převážně pouze číselníkem kódů pro vyhodnocování příčin smrti (vznikla přijetím klasifikace, kterou zavedl Francouz Jacques Bertillon). Teprve v druhé polovině dvacátého století (6. revize, 1949), kdy si ji vzala za svou WHO, byla rozšířena tak, že je možno ji použít i jako pomůcku k určení diagnózy a k řízení provozu systému zdravotního pojištění. Kódy příčin smrti se staly jen jednou z málo známých závěrečných kapitol klasifikace. Zatím poslední revizí je ICD-10 (1992).
Ve Spojených státech amerických Americká psychiatrická společnost vydává od roku 1952 klasifikaci DSM, (Diagnostic and Statistical Manual of Mental Disorders, Diagnostický a statistický manuál duševních poruch). Ten je významnou a v mnohém určující předlohou pro V. díl (diagnózy F) mezinárodní klasifikace ICD. Poslední, v pořadí již pátá revize manuálu DSM vyšla roku 2013.
Existují i další klasifikační systémy zaměřené na konkrétní oblast medicíny, například TNM klasifikace zhoubných novotvarů nebo Mezinárodní klasifikace nemocí pro onkologii (MKN-O-3).
Některé medicínské nomenklaturní systémy obsahují mimo jiné i jednotlivá onemocnění, například SNOMED CT nebo tezaurus Medical Subject Headings (MeSH).

## Nemoci, poruchy a stavy
Mezinárodní klasifikace nemocí (MKN) používá pro vyjádření celé skupiny klasifikovaných stavů sousloví „poruchy, nemoci a stavy“.
Nejproblematičtější z hlediska zařazení pod pojem nemoc jsou stavy, jimž se věnuje psychiatrie. MKN pro ně používá souhrnného označení „duševní poruchy a poruchy chování“.
MKN-10 v úvodu V. kapitoly (diagnózy skupiny F) píše: „Porucha není přesný termín, ale užíváme ho zde pro označení existence klinicky rozpoznatelného souboru příznaků nebo chování, který je ve většině případů spojený s pocitem tísně a narušením funkce. Sociální deviace nebo samotný konflikt bez narušení osobního fungování zde nejsou zahrnuty, protože neodpovídají definici duševní poruchy.“
Problematické jsou jak klasifikace osobnostních poruch (které plynule splývají s nepatologizující psychologickou typologií osobnosti), tak některých forem psychóz (poruch vnímání a myšlení) a neuróz (afektivních poruch), jejichž chorobné projevy jsou ve značné míře podmíněny schopností kultury integrovat a využít různé psychické i tělesné vlastnosti a projevy (šamanismus a psychospirituální krize versus schizofrenie, dále například masturbace, leváctví, homosexualita, parafilie).
Rozdíly jsou také v hodnocení, zda některé psychické stavy jsou přiměřenou, popřípadě účelnou reakcí na skutečnou situaci. Psychiatrizace a medicinalizace některých problémů může být vnímána jako odvádění pozornosti od „nemocí společnosti“ nebo jako komerční nebo mocenské zneužití medicíny (deprese, poruchy erekce, syndrom hyperaktivity, kverulantní paranoia atd.).

## Sociologie nemoci
Označení nějakého stavu za nemoc (nebo podobným pojmem) mívalo a má ve společnosti různé příčiny i následky. Obvykle, v různém poměru, k nim patří například tyto:
- povinnost nebo nutnost podrobit se omezením (například izolace) určeným k ochraně ostatních, případně i k formálnímu snížení statusu nemocného
- povinnost nemocného postojově se distancovat od stavu považovaného za nemoc (viz disociace) a buď usilovat o změnu (léčbu) nebo přijmout specifické nebo obecné snížení svého společenského statusu.
- povinnost podrobit se určité interpretaci stavu, procedurám (návštěva lékaře, vystavení potvrzení, vyšetřovací a léčebné postupy atd.) v rámci k tomu určeného veřejného mocenského subsystému
- právo na úlevy po dobu nemoci (pracovní neschopnost, uznávaná omluva) a na soucit
- v různé míře právo nemocného na podporu (zajištění nebo financování léčby, etická zásada povinnosti první pomoci, sociální podpora v nemoci a invalidní důchod, přizpůsobení veřejného prostoru handicapovaným atd.)

Označení nějakého stavu za nemoc s sebou obvykle nese například tyto konotace:
- nežádoucnost stavu (představa, že je nutno jej změnit nebo alespoň považovat za vadu, za zlo)
- omezenost stavu v čase (ohraničená onemocněním a vyléčením)
- léčitelnost
- nakažlivost (nebezpečnost)
- jednoduchá a specifická biologická příčina
- lékařská věda je jako jediná nebo hlavní kompetentní k interpretaci (výkladu) původu a smyslu stavu a k zajištění léčebných nebo ochranných opatření
- zdravotnické postupy jsou optimálním postupem řešení

Návštěva lékaře, určení diagnózy a standardní postupy léčby (klid na lůžku nebo doma, podávání léků atd.) jsou spojovány s nemocí často bez ohledu na účelnost. Například i v případě neschopenky na depresi se kontroluje, zda se nemocný řádně „léčí“ pobytem doma, ačkoliv pro vývoj stavu je „domácí vězení“ velmi nepříznivým faktorem.
Považuje-li někdo některý stav za nežádoucí nebo naopak se chce domoci pro postižené zvláštního zacházení nebo ochrany, může mít tendenci účelově vyhledávat i ostatní obecné „znaky“ (ale spíše obvyklé konotace) nemoci.
Ačkoliv uvedené faktory („znaky nemoci“) jsou na sobě do značné míry nezávislé, v běžných úvahách typu zda ten či onen stav (leváctví, homosexualita, pedofilie, tendence k sebevraždě, deprese, projevy stáří) je nemocí, často splývají do jednorozměrné dichotomie, do shluku konotací (George Orwell tuto ideologicko-mocenskou deformaci jazyka nazývá crimestop, blackwhite, doublethink). Stanislav Komárek nazývá tuto dichotomickou tendenci západní vědy a kultury polárním myšlením. Komárek zavedl i související pojem medicínsko-průmyslový komplex. Sociologie i takzvané antipsychiatrické hnutí v souvislosti s „přidělením“ podobných statusů, jako je pozice nemocného, zavedly pojmy labelling (v odborných textech překládáno jako nálepkování, zhruba odpovídá výrazu obecné češtiny škatulkování) a stigmatizace. Psychodynamické teorie (např. Bent Rosenbaum a David Garfield) píší v podobné souvislosti o kontejnerových pojmech (containers, container concepts). U Sigmunda Freuda, jednoho z otců psychodynamického přístupu, kontejnerovým pojmem nebyla nemoc, ale sex, což se pokoušeli reflektovat a korigovat jeho následníci. Polární myšlení a užívání kontejnerových pojmů je typickým příznakem fanatismu i manipulativních ideologií všeho druhu (politické i komerční) a jeho aplikace v medicíně otevírá možnost zneužití různých problémů cestou jejich medicinalizace.

### Sociologická literatura
- Containers, mental space, and psychodynamics (Bent Rosenbaum, David Garfield, Psyart 2001)
- Jazyk vědy a polární myšlení (Stanislav Komárek, Vhled 2/2001)
- Karel Chromý: Duševní nemoc, sociologický a sociálně psychologický pohled, Praha, 1990
- Stigmatizace u „psychogenních poruch“ (Ján Praško, Psychiatrie 1/2001)